# Креспано дел Грапа
Креспа̀но дел Гра̀па (на италиански: Crespano del Grappa; на венециански: Crespàn, Креспан) е малко градче в Северна Италия, община Пиеве дел Грапа, провинция Тревизо, регион Венето. Разположено е на 300 m надморска височина.